# Armand Bigot
Armand Henri Gustave Bigot (Longué-Jumelles, 3 de mayo de 1934–Baugé, 10 de marzo de 2011) fue un jinete francés que compitió en la modalidad de concurso completo. Es padre del jinete Jean-Lou Bigot.
Ganó una medalla de plata en el Campeonato Mundial de Concurso Completo de 1986 y una medalla de bronce en el Campeonato Europeo de Concurso Completo de 1979, ambas en la prueba por equipos. Participó en dos Juegos Olímpicos de Verano, en los años 1972 y 1984, ocupando el cuarto lugar en Los Ángeles 1984, en la misma prueba.

## Palmarés internacional
| Campeonato Mundial | Campeonato Mundial | Campeonato Mundial | Campeonato Mundial |
| Año                | Lugar              | Medalla            | Categoría          |
| ------------------ | ------------------ | ------------------ | ------------------ |
| 1986               | Gawler (Australia) | Medalla de plata   | Por equipos        |
| Campeonato Europeo |                    |                    |                    |
| Año                | Lugar              | Medalla            | Categoría          |
| 1979               | Luhmühlen (RFA)    | Medalla de bronce  | Por equipos        |